# Hansgert Lambers

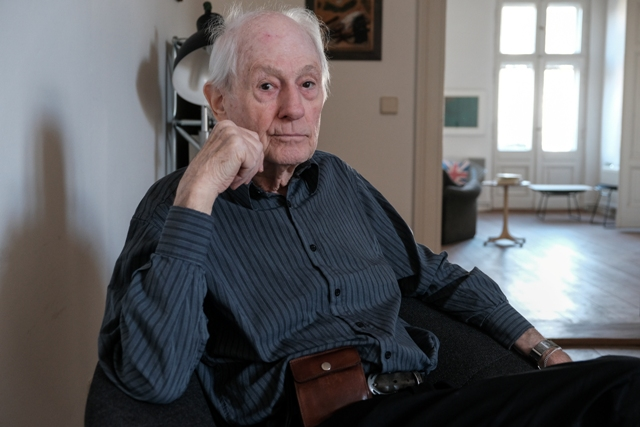
Hansgert Lambers (2021)

Hansgert Lambers (* 19. April 1937 in Hannover; † 23. Juni 2024 in Berlin) war ein deutscher Fotograf, Autor und Verleger.

## Leben
Hansgert Lambers wurde 1937 in Hannover geboren. Seine Mutter, Lisa Lambers, war eine Amateurin der Fotografie und brachte mit Auftragsportraits die Familie ökonomisch durch die Kriegs- und Nachkriegszeit.
Durch sie entdeckte Hansgert Lambers seine Leidenschaft für die Fotografie und erhielt im Alter von 14 die erste Kamera, eine 6x6 Zeiss Ikon Nettar. Mit 19 bekam er die erste Leica. Fotografie kam für ihn als Beruf jedoch nicht in Frage. Er wollte stets nur seine Bilder machen und nicht den an ihn gerichteten Erwartungen irgendwelcher Auftraggeber entsprechen. Lambers blieb nach eigener Aussage „ein Liebhaber der Fotografie“ und widmet sich ihr nicht nur als Fotograf, sondern auch als Verleger und Rezensent. Eine Beschäftigung mit Fotografie von „allen Seiten“, wie er selber formuliert.
Von 1957 bis 1963 absolviert er in West-Berlin an der Technischen Universität ein Ingenieursstudium. Direkt daran anschließend arbeitete er das gesamte Berufsleben bei der IBM. Von 1967 bis 1974 betreute er die Installierung von Großrechneranlagen in einigen sozialistischen Ländern. Unter anderem arbeitete er in der ČSSR, wo er Fotografinnen und Fotografen kennenlernte und viele Freundschaften entstanden. In der ČSSR wurde Lambers’ Interesse und Begeisterung für die Fotografie zum zweiten Mal geweckt. Die Fotografie war dort schon früh als Kunstform anerkannt und besaß eine Tradition, die auch surrealistische Ausprägungen kannte. Einige der dort entstandenen Freundschaften zu Fotografinnen und Fotografen führten später zu Produktionen in Lambers’ Verlag. In Tschechien wurde insbesondere Ostrava für Lambers zu einem wichtigen Ort seiner fotografischen Streifzüge, nahezu so wichtig wie Berlin (West und Ost).
Mit wenigen Pausen fotografierte Lambers ab dem 14. Lebensjahr und schuf ein umfangreiches Werk, das Stadt- und Straßenfotografie, aber auch Portraits von Menschen aus dem Kunst- und Kulturbetrieb umfasst. Bilder aus seinem Werk finden sich beim Archiv für Kunst und Geschichte in Berlin (akg images).
In seinem 1986 in West-Berlin zusammen mit Sigurd Wendland gegründeten ex pose Verlag für zeitgenössische Fotografie publizierte Lambers neben einigen Werken u. a. kombiniert mit der Lyrik von Michael Arenz viele Bücher meist kleiner Auflagen von Kolleginnen und Kollegen wie Sibylle Bergemann, Christian Borchert, Pavel Brunclík, Amin El Dib, Kai-Olaf Hesse, Thomas Kläber, Viktor Kolář, Karl-Ludwig Lange, Henning Langenheim, Werner Lieberknecht, Sigurd Maschke, Arwed Messmer, Dietrich Oltmanns, Marek Pozniak, Vilém Reichmann, Joachim Richau, Detlev Steinberg, Sergej Vasiljev u. v. a. m.
Neben seiner Tätigkeit als Fotograf und Verleger rezensierte Hansgert Lambers Fotobücher für den Kasseler Fotobuchblog und kuratierte mehrere Fotoausstellungen anderer Fotografen.
Hansgert Lambers lebte in Berlin-Pankow.

## Filmdokumentation
- 2022: Ich war immer Amateur, ein Liebhaber der Fotografie. Hansgert Lambers im Gespräche mit Matthias Reichelt.[2]
- 2024: Hansgert Lambers. Der Fotograf zwischen Ost un West. Fotograf mezi Východem a Západem, CZ titulky. Berlin / Ostrava / Futureum Gallery. Ein Film von Petr Hrubeš.[3]
- 2022: Hansgert Lambers – Verweilter Augenblick. Dokumentation von Matthias Leupold.[4]

## Ausstellungen

### Einzelausstellungen (Auswahl)
- 1986: Berlin, Haus am Lützowplatz, Studiogalerie, Hansgert Lambers, Sigurd Wendland, Fotografien Haus am Lützowplatz[5]
- 2005: Lwówek/Slanski, PL
- 2007/2008: Berlin, Galerie Café Aroma
- 2009: Ostrava, CZ, Galerie7
- 2012: Berlin, Galerie abakus[6]
- 2017: Wien, Galerie auf der Pawlatsche
- 2017: Berlin, Brecht-Haus Brecht-Haus[7]
- 2022: Berlin, Haus am Kleistpark, Verweilter Augenblick.Haus am Kleistpark[8]
- 2022: Dresden, Fotoforum Dresden, Verweilter Augenblick. Eine Retrospektive Fotoforum Dresden[9]
- 2023: Chemnitz, Verweilter Augenblick. Neue Sächsische Galerie[10]
- 2024: Ostrava, CZ, Hansgert Lambers – fotograf mezi východem a západem. Futureum[11]
- 2025: Hannover, Verweilter Augenblick - Fotografien von Hansgert Lambers Galerie für Fotografie in Hannover[12]

### Gruppenausstellungen (Auswahl)
- 1986: Klimkovice CSSR
- 2004: Toronto, CDN
- 2012: Moravská Trebová, CZ

### Kataloge und Publikationen
- Hansgert Lambers: Straßenbekanntschaften; ex pose Verlag, West-Berlin 1986, ISBN 3-925935-01-0
- Michael Arenz, Hansgert Lambers: Der aufrichtige Kapitalismus des Metallgorillas. Poeme, Fotografie; ex pose Verlag, Berlin 2015, ISBN 978-3-925935-76-3
- Michael Arenz, Hansgert Lambers: Späte Erinnerung an eine frühe Ahnung. Poeme, Fotografie; ex pose Verlag, Berlin 2018, ISBN 978-3-925935-78-7
- Hansgert Lambers: manche lachen keiner weint. Portraits; ex pose Verlag, Berlin 2019, ISBN 978-3-925935-80-0
- Michael Arenz, Hansgert Lambers: Das schwarze Hotel. Poeme, Fotografie; ex pose Verlag, Berlin 2020, ISBN 978-3-925935-82-4
- Matthias Reichelt (Hrsg.): Hansgert Lambers. Verweilter Augenblick / Lingering Moment; Fotohof Salzburg, 2022, ISBN 978-3-903334-40-3
- Michael Arenz, Hansgert Lambers: An den Theken des Abendlandes. Poeme, Fotografien; ex pose Verlag, Berlin 2023, ISBN 978-3-925935-84-8

### Sammlungen
Fotografien von Hansgert Lambers befinden sich in diversen Privatsammlungen sowie in der VNG (Verbundnetz Gas Aktiengesellschaft, Leipzig) und der Sammlung der Moravská galerie in Brno, CZ.